# Mamude Barzanji
O Xeique Mamude Barzanji (1878 - 9 de outubro de 1956) foi o líder de uma série de revoltas curdas contra o Mandato Britânico do Iraque. Ele foi xeique de uma família sufista de Cadíria do clã Albarzanji da cidade de Suleimânia, no atual Curdistão iraquiano. Por duas vezes se proclamou rei de um Estado curdo independente.